# 平良木登規男
平良木 登規男（ひららぎ ときお、1942年2月5日 - 2025年1月8日）は、日本の法学者。専門は、刑事訴訟法・環境法・司法制度論（刑事）。近年は、経済刑法の研究分野に関心。学位は、法学博士（慶應義塾大学・論文博士・1989年）（学位論文「刑事控訴審の研究」）。慶應義塾大学名誉教授、大東文化大学法科大学院教授。日本刑法学会所属。司法制度改革においては、裁判員制度導入検討の中心メンバーである。

## 略歴
- 1942年 - 北海道釧路市生まれ
- 1965年 - 慶應義塾大学法学部法律学科卒業
- 1967年 - 慶應義塾大学大学院法学研究科公法学専攻修士課程修了・司法修習生21期
- 1969年 - 裁判官任官（仙台地方裁判所判事補）
- 1972年 - 東京地方裁判所判事補
- 1975年 - 青森地方・家庭裁判所判事補
- 1978年 - 東京地方裁判所判事補
- 1979年 - 東京地方裁判所判事
- 1980年 - 裁判所書記官研修所（現・裁判所職員総合研修所）教官
- 1983年 - 札幌地方裁判所判事・札幌高等裁判所判事職務代行
- 1985年 - 札幌高等裁判所判事
- 1987年 - 判事退官、慶應義塾大学法学部助教授
- 1988年 - ドイツ・ケルン大学留学
- 1989年 - 法学博士（慶應義塾大学）（学位論文「刑事控訴審の研究」）
- 1991年 - 慶應義塾大学法学部教授
- 1998年 - 慶應義塾中等部長（〜2002年）
- 1999年 - 司法試験第二次試験考査委員（刑事訴訟法）に就任（〜2004年）
- 2002年 - 司法制度改革推進本部 裁判員制度・刑事検討会委員、公的弁護検討会委員（〜2004年）
- 2004年 - 慶應義塾大学大学院法務研究科（法科大学院）教授・委員長
- 2004年 - 法科大学院協会理事
- 2005年 - 中央教育審議会大学分科会 法科大学院特別委員会委員
- 2006年 - 株式会社岡三証券グループ社外監査役就任
- 2007年 - 慶應義塾大学名誉教授
- 2008年 - 大東文化大学大学院法務研究科（法科大学院）教授（刑事訴訟法）
- 2010年 - 大東文化大学大学院法務研究科長（法科大学院長）
- 2017年 - 同定年退職[1]
- 2025年1月8日 - 死去。叙従四位、瑞宝小綬章追贈[2]。

## 著書
- 『刑事控訴審』（成文堂、1990年）ISBN 9784792312466
- 『捜査法  第2版』（成文堂　2000年）ISBN 9784792315214
- 『刑事訴訟法１』（成文堂　2009年）ISBN 9784792318482
- 『刑事訴訟法２』（成文堂　2010年）ISBN 9784792318864
- 『判例講義　刑事訴訟法』（悠々社　2012年）ISBN 9784862420220
- 『国民の司法参加と刑事法学』（慶應義塾大学出版会　2014年）ISBN 9784766421156